# Advance Wars: Dual Strike
Advance Wars: Dual Strike (2005) är uppföljaren till den kritikerrosade spelserien Advance Wars med två tidigare spel i serien (i Japan har fler spel kommit ut under namnet Nintendo Wars). Spelet är ett turbaserat krigsspel. Spelupplägget kan jämföras med schack. Spelet går som sina föregångare ut på att klara olika uppdrag genom att strategiskt flytta sina trupper och attackera och försvara sig mot motståndaren. Man kan spela själv eller mot sina kompisar.

## Bonus
Spelare som har tillgång till de äldre versionerna i serien Advance Wars kan låsa upp bonusar i Battle Maps Shop om någon av de gamla spelen och Advance Wars: Dual Strike är istoppade samtidigt i samma Nintendo DS.